# 不動産競売
不動産競売（ふどうさんけいばい）とは、民事執行法（以下「法」という）に基づき、債権回収のために債権者が裁判所に対して申立てを行うと、その不動産を裁判所が競売にかけて売却する手続である。一般に、強制競売（きょうせいけいばい）と、担保不動産競売（たんぽふどうさんけいばい）を併せて不動産競売と呼ぶ。

## 強制競売
債権者が、公正証書（ただし、公正証書そのものは原則として金銭債権以外は債務名義とならない。すなわち公正証書そのものが不動産競売における債務名義とはならない）、判決等の債務名義に基づき、債務者又は保証人の所有（地上権その他の財産権を含む）する不動産に対し、当該不動産を管轄する地方裁判所に対して強制競売を申し立てることができる（法43条以下）。地方裁判所では強制競売の申立てを受理すると、「令和○○年（ヌ）第○○号」事件との事件番号を付して強制競売を進める。債務者の意思は反映されず、裁判所の命令により手続きが進むため「強制競売」と呼ばれる。
手続の流れについては「強制執行#強制競売」を参照。
一括売却
相互の利用上、不動産を他の不動産（差押債権者・債務者が異なる場合を含む）と一括して、同一の買受人に買い受けさせることが相当であると認めるときは、これらの不動産を一括売却できる（法61条）。ただし超過売却のときは債務者の同意がある場合に限られる（法61条ただし書）。
超過売却
1個の申立てにより強制競売の開始決定がされた数個の不動産のうち、一部の不動産の買受可能価額で各債権者の債権及び執行費用の全部を弁済することができる見込みがある場合は、債務者の同意があるときに限り売却することができる（法61条ただし書）。
また、数個の不動産を売却実施（入札など）した場合において、一部の買受申出の額で各債権者の債権及び執行費用の全部を弁済することができる見込みがある場合は、執行裁判所は他の不動産の売却許可決定を留保しなければならない（法73条1項）。各債権者の債権及び執行費用の全部を弁済することができる見込みの不動産が数個あるときは、どの不動産を売却すべきかについて、あらかじめ、債務者の意見を聴かなければならない（同条2項）。
土地・建物（法定地上権付）の競売であっても、超過売却になると法定地上権付きの建物だけ競売で売却されることとなる。もちろん債務者（所有者）の同意があれば一括で売却されるが、不動産を購入したい人は土地付きの建物を求めるのが普通であり、この売り方ではなかなか売却されず、結果として競売価格が下がることで申立債権者を害することがあり、債務者（所有者）にも大きな損害を与える結果となる（本来なら余剰があり、配当されるべきものが配当されなくなるなど）という問題もある。

## 担保不動産競売
債権者が、債務者・物上保証人から抵当権・根抵当権の設定を受けた担保権者である場合に、抵当権（根抵当権）の実行として、当該不動産を管轄する地方裁判所に対して担保不動産競売を申し立てることができる（法180条以下）。地方裁判所では担保不動産競売の申立を受理すると、「令和○○年（ケ）第○○号」事件との事件番号を付して担保不動産競売を進める。原則として、強制競売の規定が準用される（法188条）。

## 期間入札と特別売却
強制競売が決定すると、まず裁判所の執行官による査定が行われる。この査定により最低売却価格が決定する。その数か月後に、1週間から1か月の間で定めて期間入札が行われる。この入札は個人・法人を問わず保証金を裁判所に支払えば誰でもできる（ただし債務者は入札できない。また保証人その他、不動産を買い受ける資格のないものによる計算にての入札は売却不許可事由となる）。
入札時の提出書類は以下のとおりである。
- 1 暴力団員等に該当しない旨の陳述書
入札時に提出しない場合や、誤ってチェックを入れた場合は入札自体が無効となる。記載に不備があった場合は入札が無効となる場合がある。
- 2 入札保証金振込証明書
- 3 入札書提出日の前3か月以内に発行された代表者事項証明書又は登記事項証明書（法人が入札する場合）
- 4 入札書提出日の前3か月以内に発行された住民票（マイナンバーが記載されていないもの）等（個人が入札する場合）
- 5 入札書提出日の前3か月以内に発行された続柄の明記されている住民票（マイナンバーが記載されていないもの）等（共同で入札する場合）
- 6 代理委任状（代理人によって入札する場合）
3から5の場合にあって、第三者が単に書類の提出行為を代行する場合のみは代理委任状は不要となる。
- 7 宅地建物取引業の免許証のコピー（宅地建物取引業者が入札する場合）
- 8 売却不動産が農地の場合、農業委員会の発行した資格証明書

期間内に入札がなかった場合、特別売却となり先着順での落札となる（ただし特別売却を実施しない裁判所もある）。特別売却でも売れなかった場合は査定を再度行い、最低売却価格を下げて期間入札が行われる。この繰り返しは現状3回が限度で、3回競売にかけて売れなかった不動産は、裁判所が債権者に対し競売中止の通知を出すこととなる。

## 強制競売のメリット・デメリット
最近は住宅ローンが払えず、債権者が強制競売を行う事例が増えている。競売のデメリットは市場価格より2、3割安いことがほとんどなので、落札金額が債務額を下回ることが多い。公的な競売であるから裁判所を通じ誰でも物件情報を見ることができるため、不動産業者が頻繁に訪れることもある。メリットとしては裁判所が売却の手続きを行うため、最高価買受申出人は代金納付の手続きを行えば、所有権移転登記は裁判所が法務局に対し嘱託で行い、所有権移転登記などの手続きが不要となることである（登録免許税の納付は必要）。
入札する側としてのメリットは当然安いことだがリスクも存在する。建物内部は執行官が撮影した写真を見て判断することになるが、現状渡しが原則なので落札後に発見された構造上の瑕疵等の修復費用は落札者が負担しなければならない。また落札後に元の所有者が居座り続けることもある。その場合は、裁判所に引き渡し命令の申し立てを行い執行官による強制立ち退きも可能ではあるが、相応の費用がかかる。立ち退き費用は原則として立ち退く側の負担だが、話し合いにより落札者が立ち退き費用を負担せざるを得ない場合もある。

## 暴力団の排除
過去には、不動産競売の入札参加の規定に暴力団など反社会的勢力を排除する規定が盛り込まれていなかった。そのため土地や建物の競売に暴力団が堂々と参加し、落札した物件を暴力団の組事務所などに使用することが相次ぎ、日本全国で問題となっていた。日本弁護士連合会民事介入暴力対策委員会は、入札参加から暴力団排除を可能とするため、民事執行法の改正を法務省などに求めていたが、2020年4月1日の民事執行法改正に伴い、暴力団員等に該当しない旨の陳述書の提出が入札書ごとに必要とされるとともに（法65条2項）、裁判所を管轄する都道府県警察の調査により、入札者・落札者が暴力団員であると発覚した場合は入札・落札を取り消すこととされた（法68条4項）（法71条5項）。